# قضاء الزوراء
قضاء الزوراء هو قضاء في شرق محافظة بغداد، اُستحدث يوم 16 تشرين الأول سنة 2018، وهو ذو كثافة سكانية كبيرة، ذكر موقع الأيام نيوز أن عدد سكان القضاء 700 ألف ساكن وذكر إبراهيم النجار في جريدة الشعب في كانون الثاني سنة 2024 أن سكان القضاء 800 ألف بحسب التقديرات.

## حدود القضاء
حدود القضاء من الشرق نهر ديالى وناحية جسر ديالى ومن الشمال ناحية بني سعد ومن الجنوب الغربي قناة الشرطة (السدة). مدارس القضاء تابعة لقاطع الرصافة الثانية. وأكثر أرجاء قضاء الزوراء خارج نطاقة أمانة بغداد.

### التصميم الأساسي
في 29 نيسان سنة 2024 قال محافظة محافظة بغداد "تم التوقيع على مشروع التصميم الأساسي لقضاء الزوراء، وأعلنا الآن عن مناقصات لإعادة التصاميم والبنى التحتية والمجاري".

## مناطق القضاء

صورة جوية لحي الأمير في 21 تشرين الثاني سنة 2023 حين بدأت البلدية بتبليط شوارعه

منطقة حسينية المعامل والكرامة والسعادة والحميدية والولداية وحي النصر وحي الإمام الرضا، وحي أكد (المحلة 777)، وحي البستان الثانية، وحي المنتظر وحي الإمامين (الجواهري)، وهما حيّان ضمن منطقة العماري التي كانت زراعية وتحولت إلى سكنية، وحي البحث العلمي والفرمستون والفتوى وحي الأمير والجوادين، وقرية الفلاحية وقرية الرسول، وفي القضاء 38 مقاطعة، ذوات الأرقام ( 10، و17، و20 ) وجزء من 19 و11 تلول النص، وجزء من المقاطعة 17 وجزء من مقاطعة 12 وزيرية هورة كسرة وعطش ومقاطعة 5 شاعورة وأم الجدر ومقاطعة 10 ركة الطابور، ويشتمل قضاء الزوراء على 38 محلة سكنية ذوات الأرقام ( 0 و1 و2 و573 و575 و577 و768 و770 و771 و772 و773 و774 و775 و776 و781 و779 و783 و785 و778 و780 و782 و795 و791 و789 و787 و797 و784 و786 و788 و790 و792 و793 وو794 و796 و798 و799 ).

## سبب استحداث القضاء
في قضاء الزوراء الحالي 5 مناطق رئيسية، هنّ حسينية المعامل والحميدية وحي المنتظر والكرامة والسعادة، كانت أجزاء من قضاء الزوراء تابعة لناحية بغداد الجديدة، وأجزاء أخرى تابعة لمحافظة ديالى، فكان الاقتراح أولاً لضم المناطق الخمسة لتكون قضاء مستقلاً، ثم صوّت مجلس محافظة بغداد في 6 آب سنة 2015 على تحويل منطقة المعامل إلى قضاء، وشكل لجنة لتقديم طلب إلى مجلس محافظة ديالى بفك ارتباط منطقتي السعادة والكرامة عن محافظة ديالى وتحويل كامل السجلات العقارية للمنطقتين إلى محافظة بغداد استجابةً لتظاهرات أهالي منطقة السعادة والكرامة.

## شوارع قضاء الزوراء

جانب من شارع 77 بقضاء الزوراء

- شارع 77.[21]
- شارع مستشفى المعامل.[22]

## خدمات ومعالم
حتى شهر كانون الثاني سنة 2024 لم يكن لقضاء الزوراء مستشفى، وكان بينهم وبين أقرب مستشفى 25 كيلومتراً، ولذلك أُنشئ في حي النصر في قضاء الزوراء مجمع الأمل الطبي الخيري. وفي 22 أيار سنة 2023 قال مكتب رئاسة الوزراء "على المصارف المجازة كافة فتح فروع في المناطق ذات الكثافة السكانية الكبيرة لا سيما قضاء الزوراء (منطقة المعامل)". وفي 30 أيار سنة 2023 قال محافظ بغداد محمد جابر العطا "تقرر استحداث فروع للمؤسسات الخدمية التي تسهم في تقديم الخدمات للمواطنين في القضاء من بينها دائرة التسجيل العقاري - دائرة كاتب عدل، وكذلك بلدية تابعة الى مديرية بلديات محافظة بغداد مستثناة من الضوابط والتعليمات لغرض تقديم الخدمات خارج حدود الأمانة، إذ تم افتتاح القسم البلدي للقضاء".

### المدارس
حتى 12 حزيران سنة 2021 أُعلنَ عن إنجاز بناء 60 مدرسة ضمن خطة بناء 150 مدرسة لعموم القضاء.

## وصلات خارجية
- استحداث قضاء الزوراء.